# Wjatscheslaw Ponomarjow

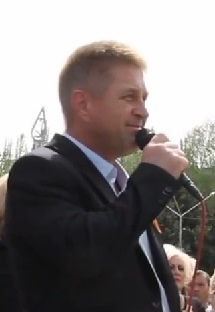
Wjatscheslaw Ponomarjow (2014)

Wjatscheslaw Wladimirowitsch Ponomarjow (russisch Вячеслав Владимирович Пономарёв; * 2. Mai 1965 in Slawjansk, Ukrainische SSR, Sowjetunion) war Anführer der prorussischen Kräfte in der ostukrainischen Stadt Slowjansk und bezeichnete sich selbst seit der gewaltsamen Stürmung der Stadtverwaltung 2014 als „Bürgermeister“ der Stadt. Ponomarjow verschärfte in den Folgetagen mit der Festsetzung internationaler Militärbeobachter den Russisch-Ukrainischen Krieg.

## Hintergrund
Der Afghanistanveteran Ponomarjow stammt aus Slawjansk. Nach eigenen Angaben hat er in der sowjetischen Armee gedient und dabei auch an Spezialoperationen teilgenommen, bevor er 1992 aus der Armee ausgeschieden sei. Bei seinen Kräften handele es sich hauptsächlich um Ortsansässige, doch es gebe auch „Gesinnungsgenossen“ aus anderen Städten und Regionen, darunter ehemalige Sowjetarmee-Kameraden aus Russland, Moldawien und Kasachstan. Ponomarjow soll zuvor eine Haftstrafe abgesessen und in Slowjansk eine Seifenfabrik geleitet haben. Vor seiner Rückkehr nach Slawjansk war er zwischen 2005 und 2011 als Bauarbeiter in Kiew tätig.

## Wirken im russischen Krieg in der Ukraine und Gefangennahme internationaler Militärbeobachter
Der Sicherheitsdienst der Ukraine veröffentlichte im April 2014 eine Audioaufnahme, aus der hervorgeht, dass Ponomarjow am 20. April 2014 von Igor Girkin den Auftrag erhalten hat, die Leiche des ermordeten Lokalpolitikers Wolodymyr Rybak zu entfernen.
Am 25. April 2014 setzten von Ponomarjow befehligte Bewaffnete in Slowjansk 13 internationale Militärbeobachter und ihre Begleiter fest, die unter der Leitung des deutschen Oberst Schneider „bilateral in der Ukraine unter einem OSZE-Dokument tätig“ gewesen seien. Darunter waren drei Offiziere und ein ziviler Dolmetscher aus Deutschland sowie je ein Offizier aus Dänemark, Polen, Schweden und Tschechien. Begleitet wurden diese von vier ukrainischen Offizieren und einem ukrainischen Soldaten als Fahrer, die ebenfalls verhaftet wurden. Es handelt sich um Militärbeobachter von Staaten nach dem Wiener Dokument 2011 der Verhandlungen über vertrauens- und sicherheitsbildende Maßnahmen. „Es gehe ihnen gut“, erklärte Ponomarjow später: „aber ich kann nicht sagen, wann sie wieder freikommen“. Sie würden von „unseren Sicherheitsdiensten“ untersucht, denn sie hätten keine Genehmigung für ihre angebliche Beobachtermission. Er betrachte sie als Kriegsgefangene, sie seien keine Geiseln, wie die ukrainische Regierung und ausländische Regierungen sie betrachten. Die Militärbeobachter wurden am 3. Mai 2014 freigelassen.

## Absetzung
Am 10. Juni 2014 wurde Ponomarjow auf Anweisung des „Verteidigungsministers“ der Volksrepublik Donezk, Igor Girkin, festgenommen. Als sein Nachfolger in Slowjansk wurde Wladimir Pawlenko eingesetzt. Ponomarjow soll auf Grund der Belastung durch seine Position nicht mehr zurechnungsfähig gewesen sein und habe Drogen konsumiert.
Seit dem 20. Juni 2014 befindet sich Ponomarjow in der Sanktionsliste der USA.
Nach seiner Entlassung arbeitete Ponomarjow auf einer Baustelle in Moskau.